# Rhene hinlalakea
Rhene hinlalakea är en spindelart som beskrevs av Barrion, Litsinger 1995. Rhene hinlalakea ingår i släktet Rhene och familjen hoppspindlar. Inga underarter finns listade i Catalogue of Life.